# Bryggen i Bergen
Bryggen är de gamla hanseatiska delarna av den norska staden Bergen. Under medeltiden, hansatiden, var denna hamn en betydelsefull handelsplats. Området skrevs 1979 in på Unescos världsarvslista och består av 13 fastigheter med 61 byggnadsminnen. Bryggen är den mest besökta turistattraktionen i Norge.

## Namnet
Belägg för namnet finns ända från vikingatiden. Under senare delen av medeltiden, i samband med att Bryggen växte fram som en hanseatisk handelsstad, dök namnformen Tyskebryggen upp, på samma sätt som Mariakyrkan i Bergen omtalades som ”Tyskekirken” då det hölls gudstjänster på tyska där fram till 1868. På 1600- og 1700-talet var också den folkliga namnformen Garpebryggen vanlig. På fornnordiska betydde ”garp” en översittare, men använt som benämning om de tyska köpmännen kan beteckningen varit ironiskt menad. Senare blev formen Tyskebryggen uteslutande använd. 25 maj 1945 beslutade Bergens stadsfullmäktige att namnet framöver skulle vara Bryggen. Namnbruket har varit en källa till strid och flera har argumenterat att Tyskebryggen är mest historiskt korrekt och har velat att kommunledningen skall återta sitt namnbeslut. Lasse Bjørkhaug, ordförande i Stiftelsen Bryggen, har uttalat att han har märkt att ”allt flera nu åter använder namnet Tyskebryggen”.

Panorama över Bryggen

## Omgivningar
Grannskapet Bryggen gränsar mot Bergenhus i norr och längs Øvregaten till Vetrlidsallmenningen i söder, nedför denna och tillbaka längs Bryggens kajfront på östsidan av Vågen. Området norr om de historiska handelsgårdarna heter Dreggen. Här ligger Bradbenken som är skolfartyget Statsraad Lehmkuhl bas, och Dreggsallmenningen med Mariakyrkan från 1100-talet, Bryggens Museum och Gustav Vigelands staty av Snorre Sturlason. I området ligger det också gamla trähuskkluster och mera moderna stadskvarter med hotell och kontor samt friidrottshallen Vikinghallen. Söderut från Dreggsallmenningen ligger de gamle hanseatiske handelsgårdarna i trä och Schøtstuene och söder om Nikolaikirkeallmenningen stadskvarter i tegel i samma stil. Längst i söder ligger Hanseatisk museum och Köttbasaren (Kjøttbasaren). Den lokala buekorpsföreningen heter Dræggens Buekorps. Från Bryggen går Beffen i skytteltrafik över Vågen till Munkebryggen på Strandsiden.
Grannskapet omfattas av grunnkretsene Dreggen, Bryggen och Vetrlidsalmenningen som hade sammanlagt 1 118 invånare den 1 januari 2011 och en areal på 0,16 km², men detta omfattar även mindre områden tillhörande grannskapen Stølen och Fjellet öster om Øvregaten och Lille Øvregaten samt mindre områden tillhörande grannskapet Vågsbunnen söder om Vetrlidsalmenningen.

## Historia

### Handelsgårdarna på Bryggen

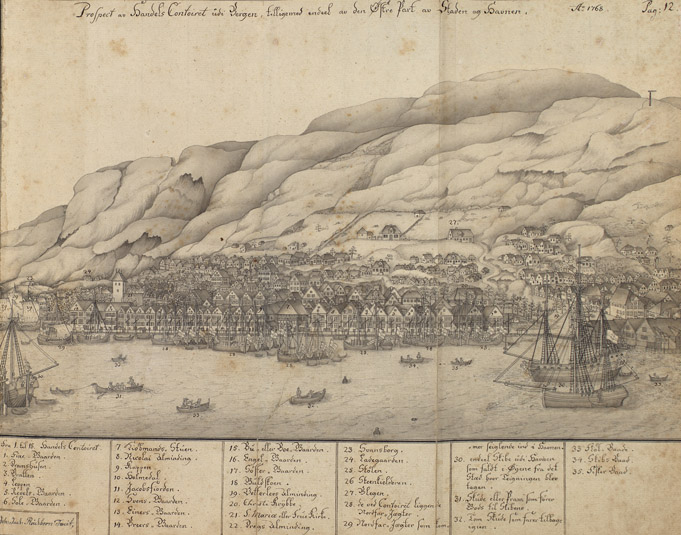
Johan Joachim Reichborns ”Prospect av Handels Contoiret udi Bergen”, 1768

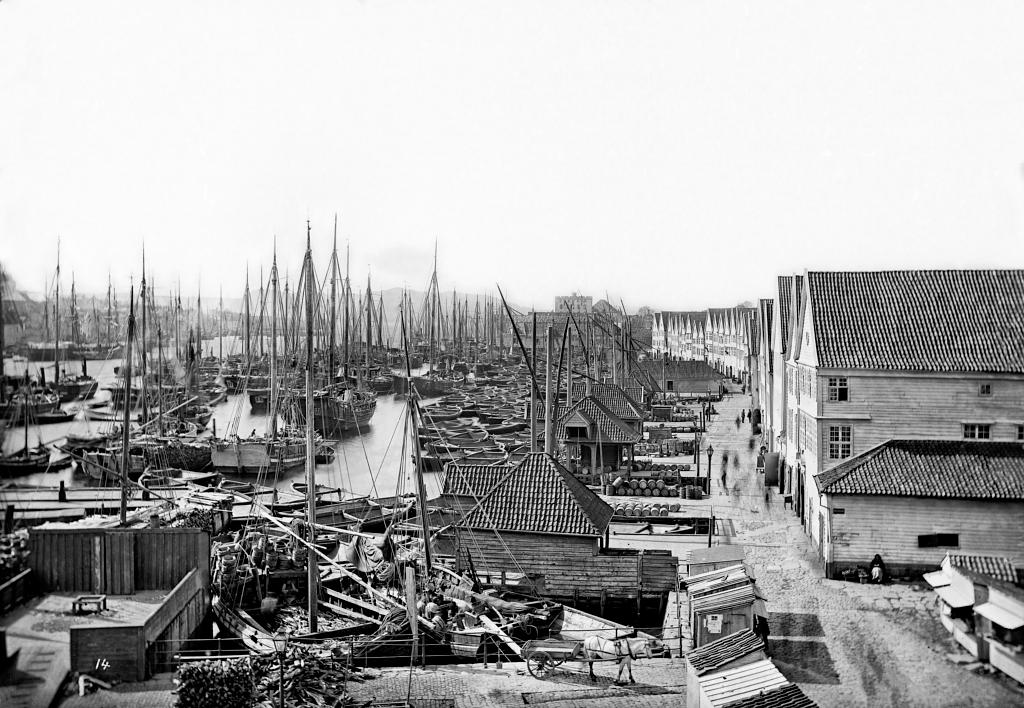
Bryggen år 1866. Foto: Knud Knudsen

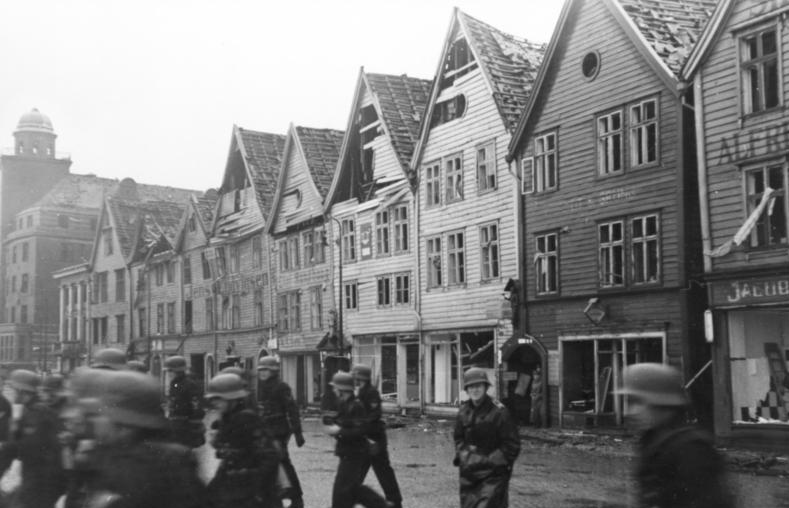
Bryggen efter explosionen på Vågen 1944

Bryggen skapades omkring år 1070, och var från 1360 till 1754 säte för Det tyske kontor i staden och den centrala knutpunkten för den hanseatiske handelsverksamheten i Norge. Hansakompaniet var för övrigt också Nordens första handelskompani.
Fram till 1901 utgjorde hela området mellan Dreggsallmenningen i norr och Kjøttbasaren i söder en sammanhängande länga med handelsgårdar i trä som återuppförts efter stadsbranden 1702. Handelsgårdarna söder om Nikolaikirkeallmenningen revs då och ersattes med stadsgårdar i tegel, dock uppförda i samma stil, ritade av Jens Zetlitz Monrad Kielland, med undantag för den sydligaste gården som idag är bevarad som Det Hanseatiske Museum og Schøtstuene som också omfattar det gamla Schøtstuene som återuppbyggdes 1937-38 med delvis ursprungliga och delvis rekonstruerade delar i området söder om Mariakyrkan. En storbrand den 4 juli 1955 ödelade den nordligaste halvan av de återstående handelsgårdarna i trä. Fasaderna av den nedbrända delen återuppfördes som kopior 1980 och utgör en del av hotellet som ligger i detta område. På brandtomten ligger också Bryggens Museum med rester från de äldsta tiderna upptäckta efter arkeologiska utgrävningar på platsen.
De kvarvarande historiska byggnaderna från 1702 mellan dem som ersattes med stadshus i tegel 1901 och dem som återuppbyggdes som kopior 1980, fick beklädnad på 1800-talet och utgör gårdslängor som har följande namn, räknat från söder: Södra och norra Holmedalsgård, Bellgården, Hjortgården (Hjortegården), Svensgården (en dubbelgård), Enhörningen (Enhjørningen), södra och norra Bredsgård och Bugården. Alla byggnaderna i Bryggen i Bergen är i privat ägo. Stiftelsen Bryggen (bildad 1962) äger 35 byggnader och är därmed den största gårdsägaren. Stiftelsen Bryggen är en ändamålsbestämd organisation som arbetar för bevarandet av världsarvet och har en stab snickare med specialkompetens inom traditionellt hantverk.
Över ingången till Svensgården hänger ett utskuret huvud med tre ansikten i trä, en kopia av ett original i marmor. Konservator Jan Hendrich Lexow har i Stavanger museums årsbok 1957 hävdat att originalen var en gåva till kung Håkon Håkonsson från den tysk-romerske kejsaren Fredrik II. Lexow menade att huvudet var gjort av en bildhuggare i Syditalien som en symbol för den treenige Gud. Fredrik II höll hov i Palermo. Han och kung Håkon utbytte gåvor, och Lexow ansåg att huvudet bara kan ha varit en sådan gåva under perioden 1230-40. Vidare antog han att huvudet fick en central plats i Store Kristkirke, som låg norr om Håkonshallen och var kröningskyrka. Då Store Kristkirke 1531 revs på uppdrag av Eske Bille, menade Lexow att hansan tog vara på huvudet och använde det som märke på Svensgården, som på den tiden återuppbyggdes efter en brand. En sådan markering av gårdarna var viktig på den tiden då många varken kunde läsa eller skriva. Huvudet på Svensgården har få paralleller i europeisk konst och utformningen av näsor, mun och skägg pekar efter Lexows åsikt mot antiken, då den kristna gudsbilden ännu påvirkades av avbildningar av Zeus.

### Krigens ödeläggelser
Genom historien har Bergen genomlevt många bränder, då byggnadsmassorna nästan uteslutande bestod av trä. Explosionsolyckan under ockupationstiden den 20 april 1945 satte fart på planerna att riva Bryggen och nazisten Josef Terboven fick stöd hos alla fackfolk i Bergens kommun i sin vilja att jämna området med marken. Sett med Terbovens ögon var det labyrintliknande systemet av gårdar idealiskt för att gömma motståndsfolk såsom Theta-gruppen och deras radiosändare. Starka krafter hos lokalbefolkningen lyckades dock att skaffa sig stöd, inte minst från professor Hermann Phleps från Den tekniske högskolan i Danzig, som gjorde en grundlig inspektion av de raserade byggnaderna, och kom fram till att ”det tyska kvarteret” kunde räddas med enkla medel.
Den verkliga räddningen blev krisprodukten ”Domusplattor”, som blev genomblöta i regnväder och lätt gick sönder i bitar. Men trots det gjorde de nytta, då de tillfälligt täckte 8 000 kvadratmeter tak. De raserade taken var för övrigt inte det enda problemet. Explosionen hade också lyft upp Bryggen i luften och låtit den falla ned igen på underlaget så att man var tvungna att använda domkraft för att få husen i någorlunda vinkel igen. Men säkringen var genomförd, inte minst till glädje för arkitekten Halvor Vreim från Riksantikvaren, som redan hade räknat bort Bryggen.

## Andra byggnader i grannskapet
- Bryggens museum är byggt där det låg bryggårder fram till storbranden 4 juli 1955.
- Det Hanseatiske Museum ligger på Bryggen, vid Fisketorget och berättar om Bergen og hansan.
- Kjøttbasaren er byens basar for matvarer, oppført i 1874-76 i nyromansk stil.
- Mariakirken i Bergen är från 1100-talet och var mellan 1408 och 1766 hansabefolkningens kyrka. Det hölls gudstjänster på tyska här fram till 1868.
- Schøtstuene var församlingshusen för handelsgårdarnas befolkning och användes till middagar och festsalar, rätts- och möteslokaler, återupprestsa 1937-38.

## Galleri

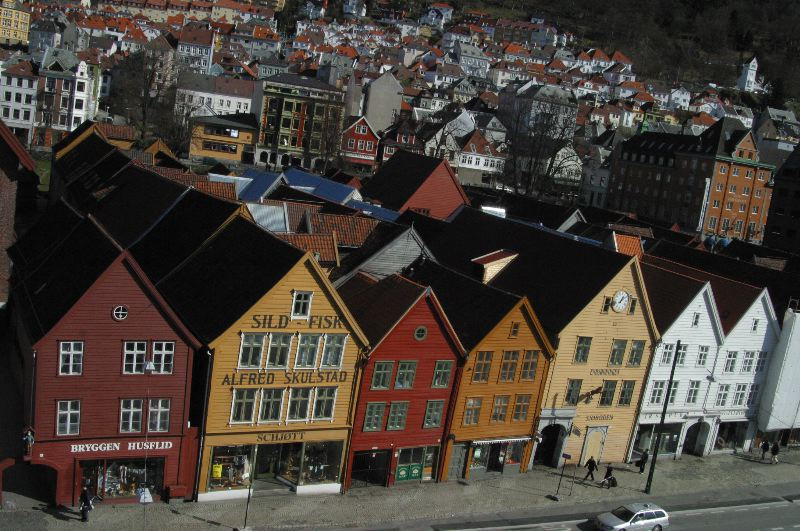
Bryggen i Bergen sett uppifrån
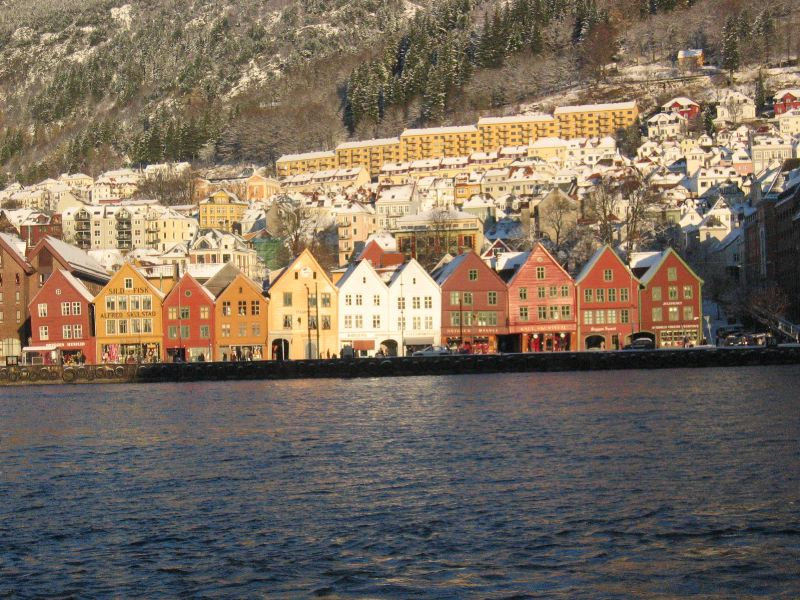
Bryggen i Bergen sett från Strandkajen
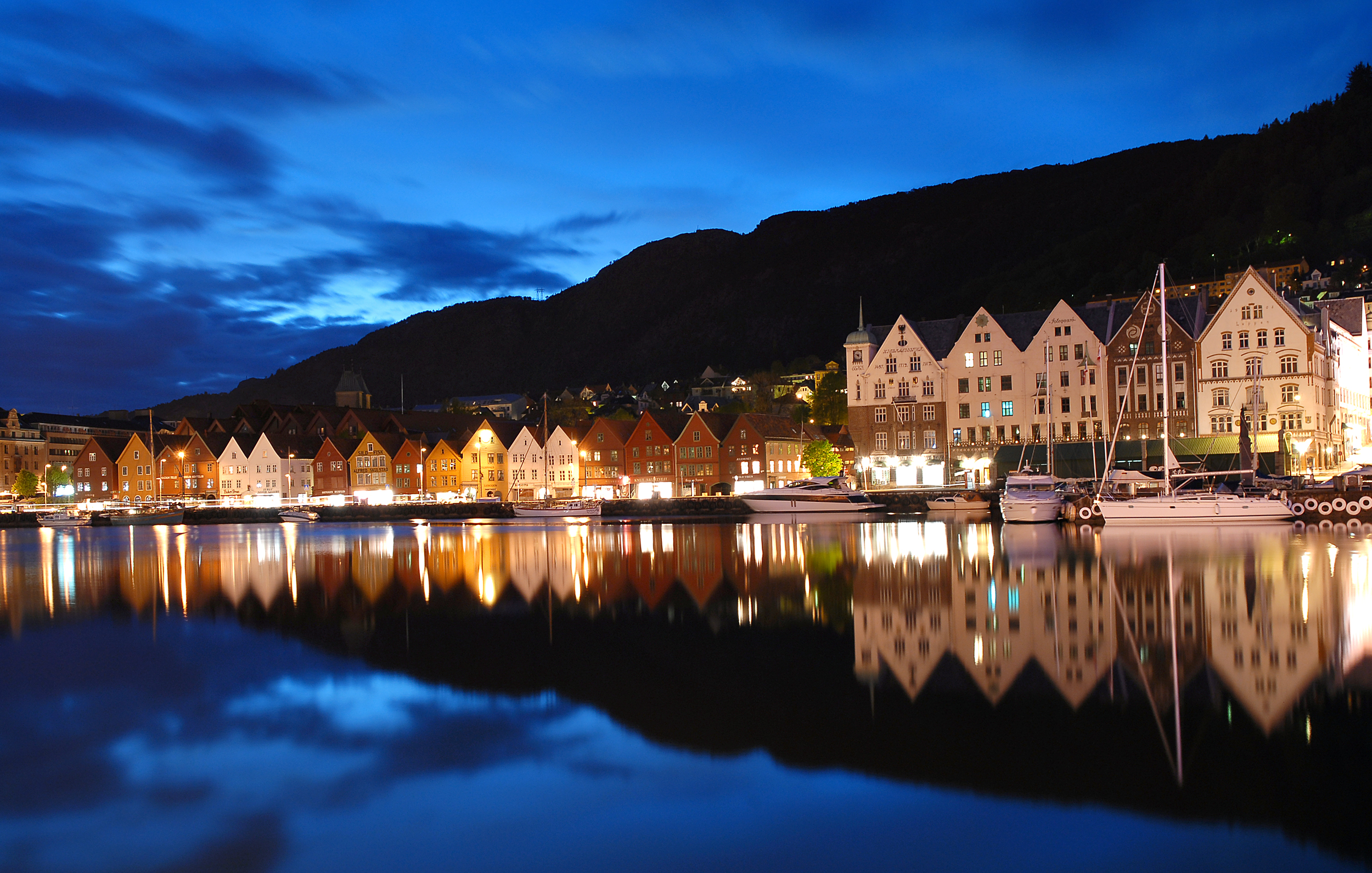
Bryggen på natten
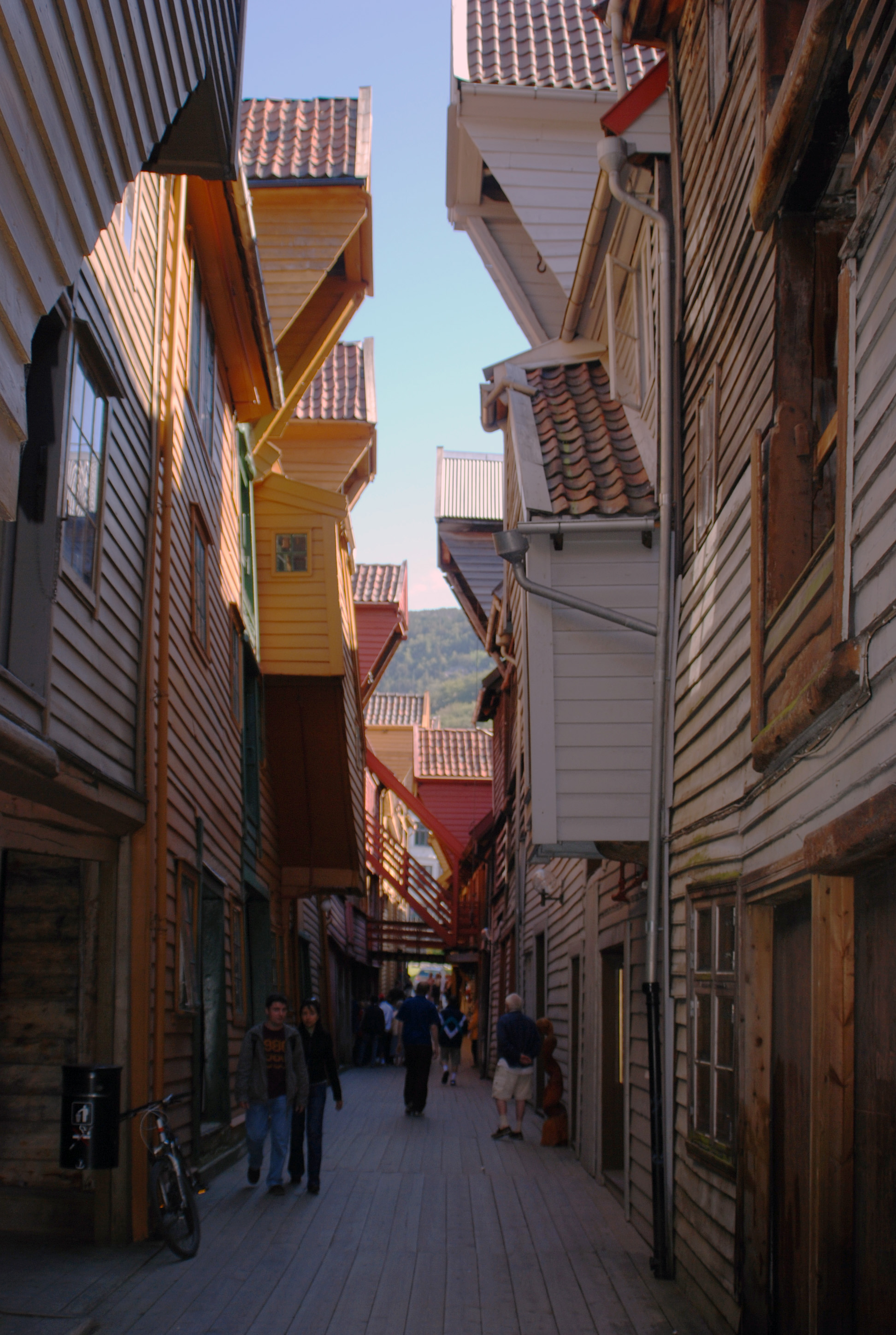
Passage mellan bryggehus
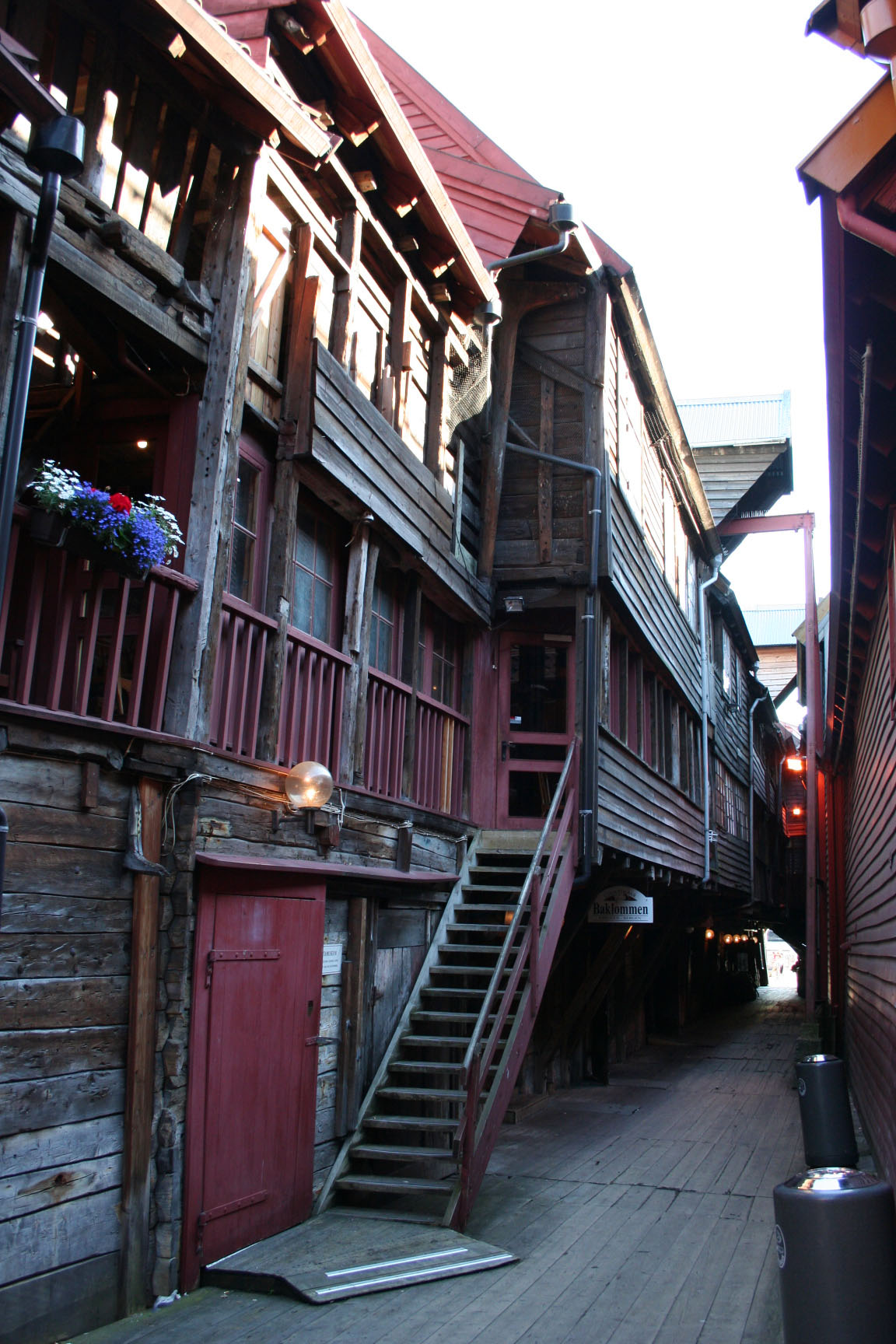
Passage mellan bryggehus
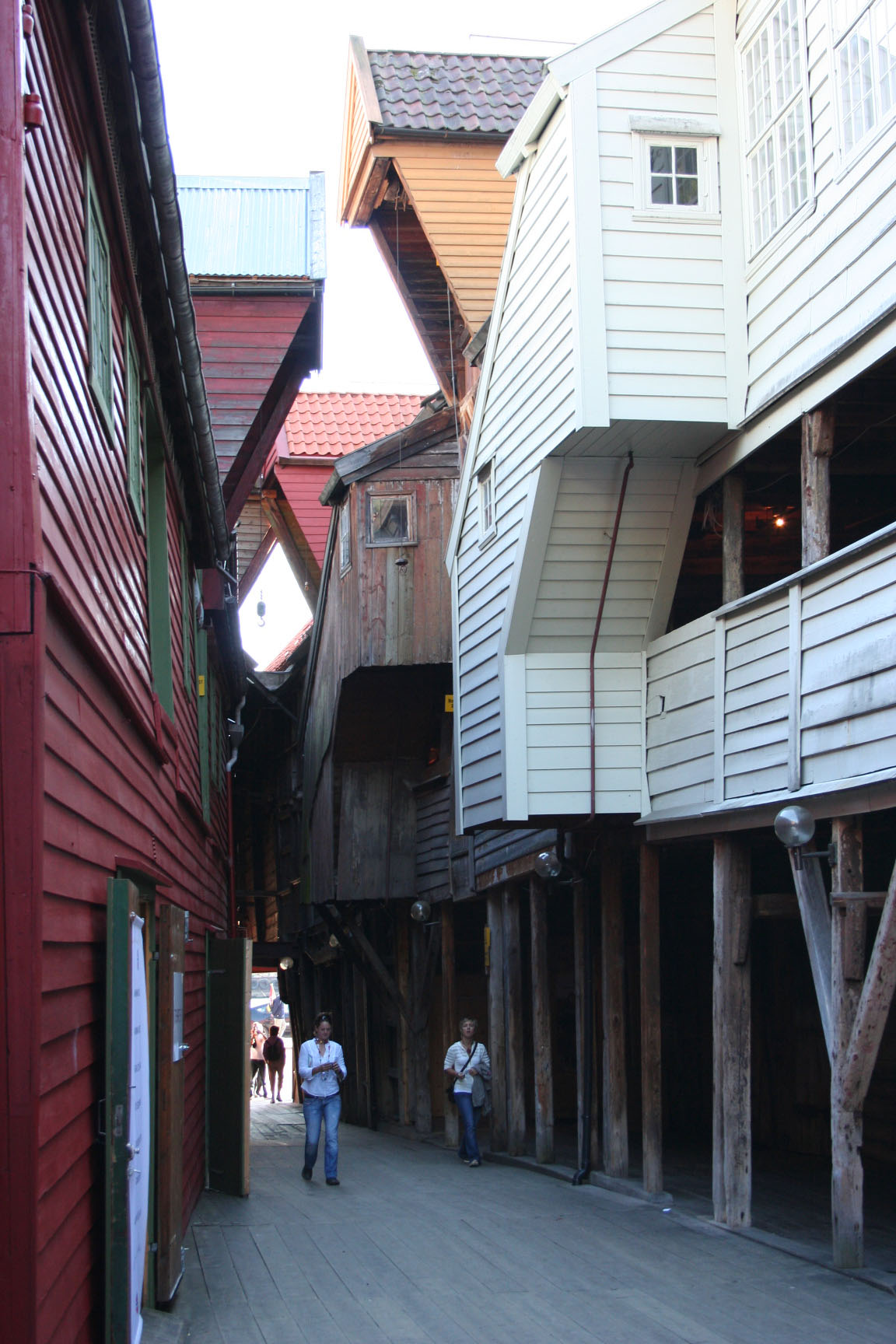
Passage mellan bryggehus
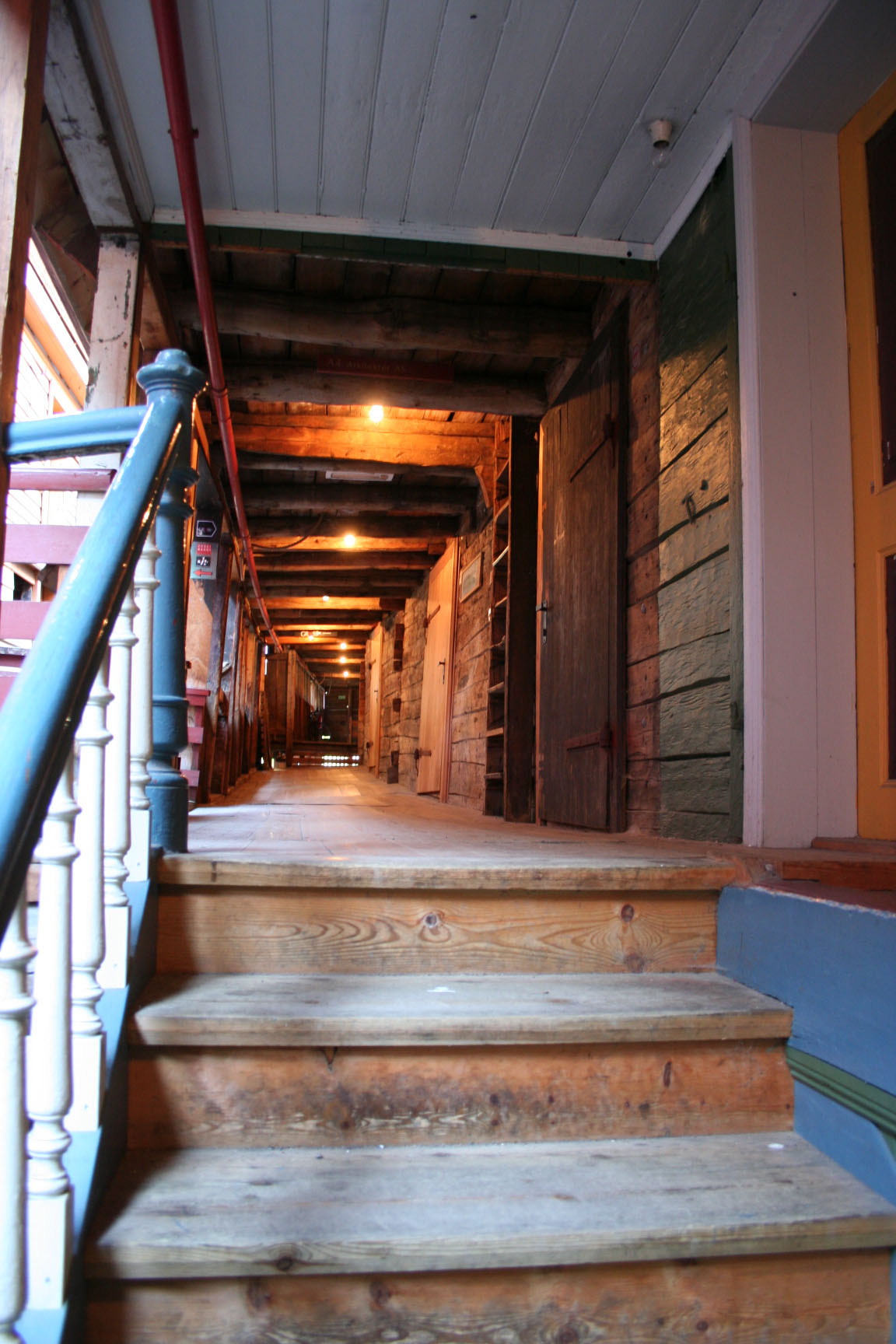
Svalgång
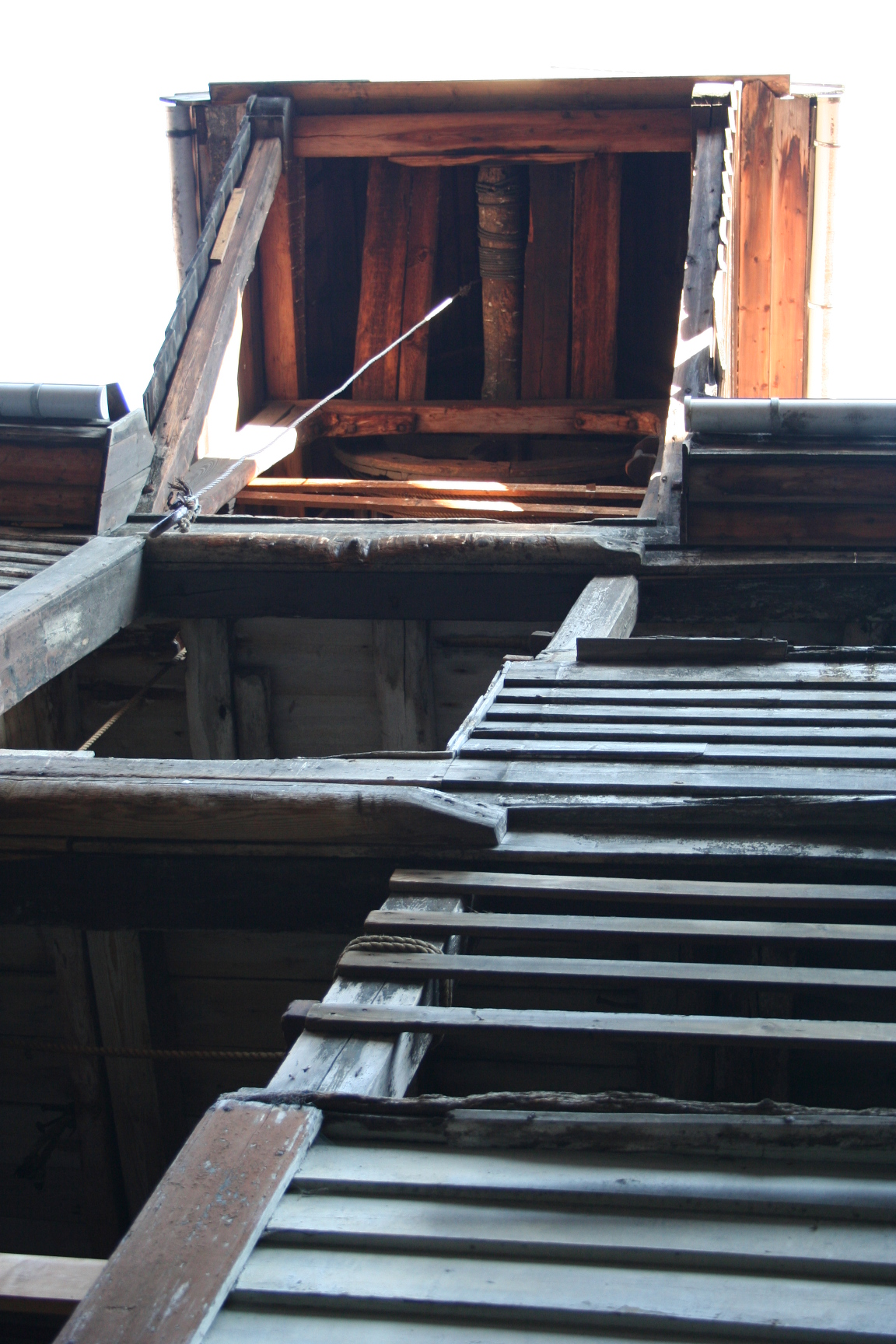
Historisk kran